# 内德伦
内德伦是德国莱茵兰-普法尔茨州的一个市镇。总面积4.45平方公里，总人口222人，其中男性111人，女性111人（2011年12月31日），人口密度50人/平方公里。